# Catuti
Catuti – miasto i gmina w Brazylii, w stanie Minas Gerais. Znajduje się w mikroregionie Janaúba.